# Dutton (Alabama)
Dutton – miasto w Stanach Zjednoczonych, w stanie Alabama, w hrabstwie Jackson. W roku 2023 miasto zamieszkiwało 339 osób, a gęstość zaludnienia wynosiła 154,1 osoby/km².